# Гнишік
Гнишік (вірм. Գնիշիկ) — село в марзі Вайоц-Дзор, на півдні Вірменії. Село розташоване за 16 км на південь від міста Єхегнадзор. Старовинне містечко Гандзак розташоване за 4 км на північний схід.
Планується створення заказника вартістю 500 000 доларів. Основне призначення заказника — створення центру для розмноження муфлонів (вимираючий вид диких баранів, що знаходяться у Червоній книзі).